# Архітектура Хорватії

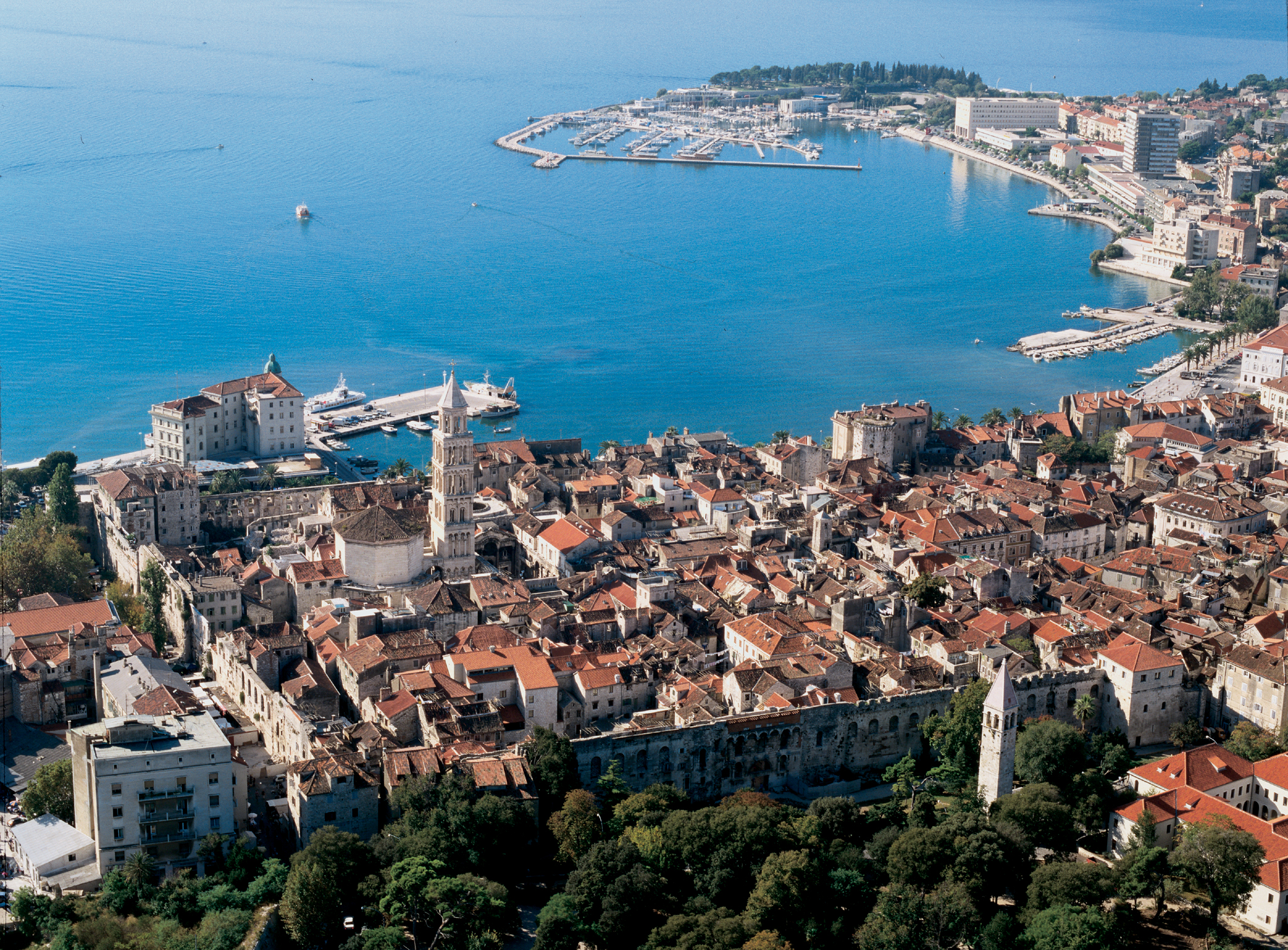
Вид на історичну частину міста Спліта, яке по праву називають «перлиною» Далмації і Хорватії та всієї Адріатики. Місто внесено до списку об'єктів Світової спадщини ЮНЕСКО

Архітектура Хорватії (хорв. Hrvatska arhitektura) — розвиток архітектури на території сучасної Хорватії — держави у Південно-Східній Європі, що охоплює період фактично від початку н. е. до сьогодення, і пройшовши в тому чи іншому ступені всі головні етапи розвитку європейської архітектури, зазнавши численних впливів країн і народів, які в той чи інший період історії контролювали землі теперішньої Хорватії.
Особливістю архітектури Хорватії є тісне переплетення протягом історії культурних традицій Заходу і Сходу. Іншою важливою рисою розвитку зодчества на землях Хорватії був відносно ранній і високий рівень їх урбанізації, адже у країні багато міст і збережних залишків міст, заснованих ще в античний або середньовічний період. Безперечною вершиною архітектурної творчості на території Хорватії стало зодчество періоду Далматинського Ренесансу, значний вплив на хорватську архітектуру мало також перебування у складі Австро-Угорщини, що дало змогу працювати у хорватських містах багатьом архітекторам, як австрійським, так і представникам інших національностей з усієї імперії, і в цілому визначило сучасний зовнішній вигляд багатьох міст, зокрема і столиці країни Загреба. Створення хорватської держави (у формі об'єднання з сусідніми південнослов'янськими країнами), і остаточне здобуття незалежності (1991) також стало поштовхом для підсиленого розвитку і осучаснення архітектури Хорватії.

## Античність і Середньовіччя (романський і готичний стилі)

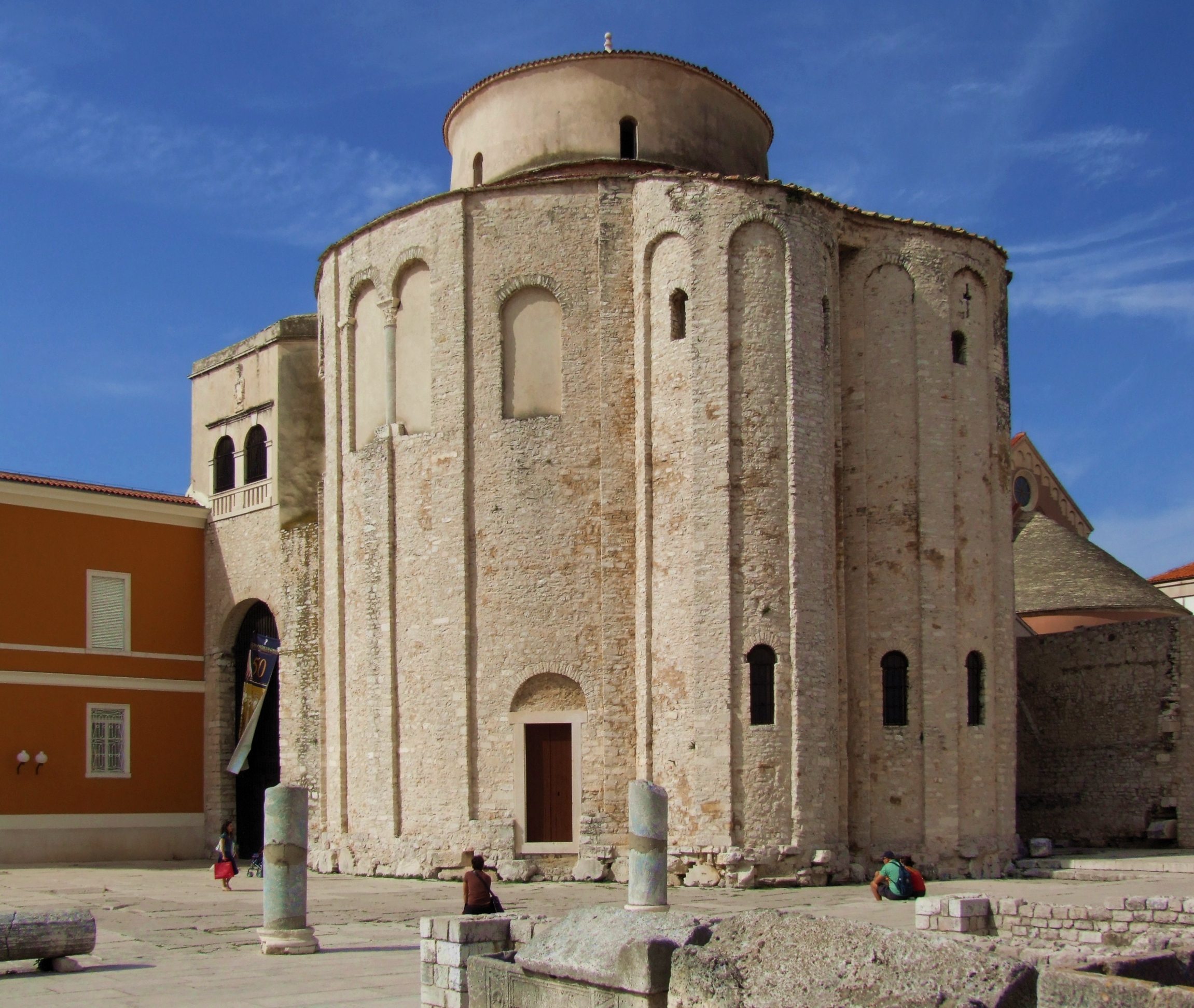
Церква святого Доната, Задар

На території Хорватії збереглися залишки укріплених поселень, руїни численних античних, головним чином римських, міст на узбережжі Адріатичного моря (Салона поблизу сучасного Соліна).

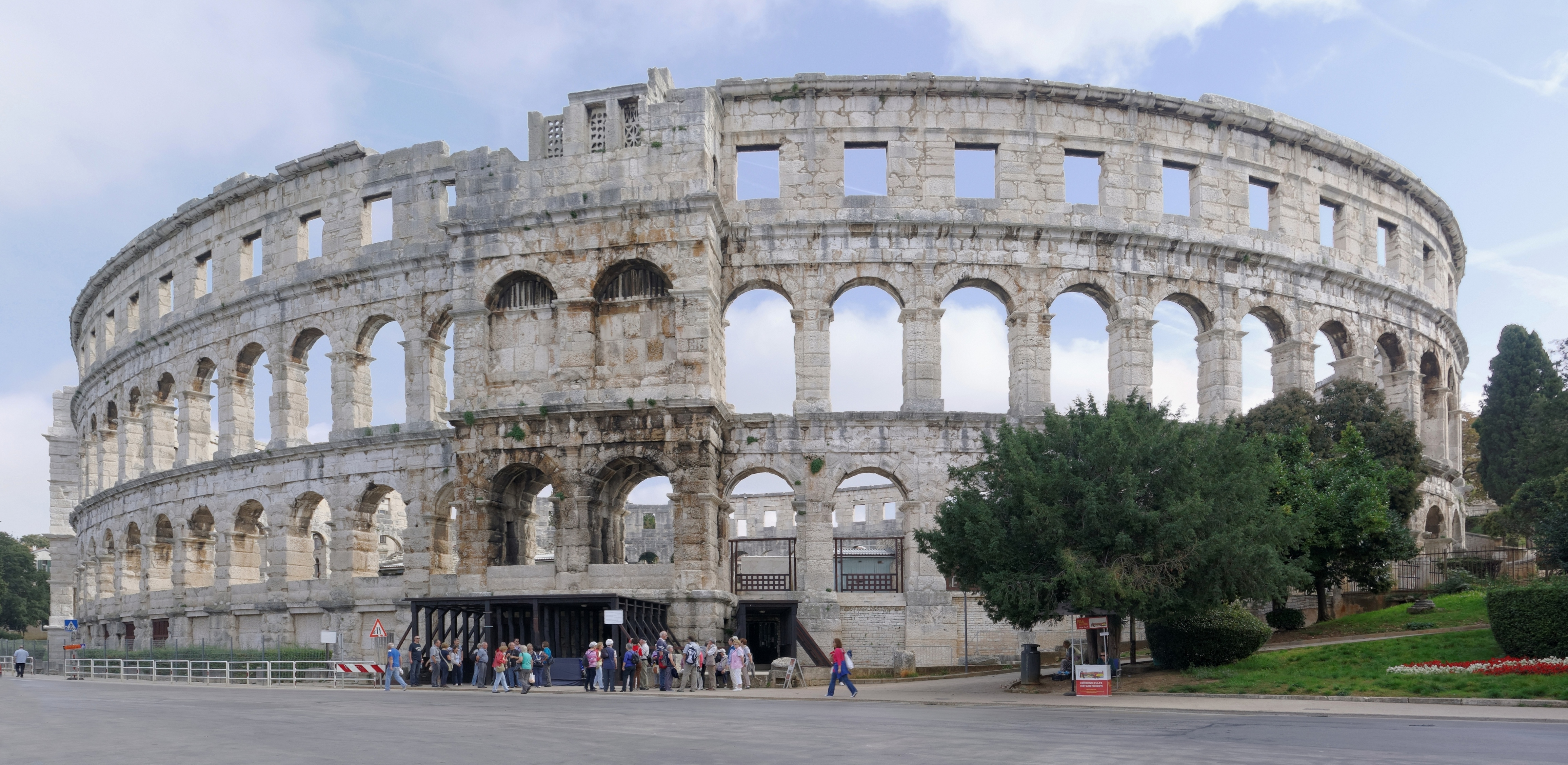
Пульський амфітеатр

Римська античність особливо відчувається в Пулі — тут прекрасно зберігся амфітеатр (I ст. до н. е. — I ст. н. е.), арка Сергія і храм Августа (І ст. н. е.), а також у Спліті — Палац Діоклетіана, поч. IV ст..
До раннього візантійського періоду відносяться Євфразієва базиліка у Поречі (III—VI ст.), оздоблена мозаїками, які за художньою цінністю можна порівняти з мозаїками Равенни в Італії, а також базиліка V—VI ст.ст. у Салоні (сучасний Солін).
Наприкінці ІХ — на початку ХІІ століття, у період фактично самостійної хорватської держави, у зодчестві втілювалися як центральноєвропейські, так і візантійські традиції. Дотепер збереглися споруди (або їхні рештки) цього періоду, як культові, так і світського призначення. Це, зокрема, одна з найбільших церков IX століття рідкісного для Хорватії ротондового типу Церква святого Доната в Задарі, що є найбільшою спорудою дороманського періоду на теренах країни, також базиліки у Задарі та Трогірі), князівські палаци (наприклад, у Біячах поблизу Спліта).
Романський стиль проник до Хорватії наприкінці XII століття з Північної Італії та Центральної Європи (церква св. Кршевана, 1175 та інші в Задарі).
З XIII століття пануючим архітектурним стилем на хорватських землях стала готика. Цей стиль характерний для архітектури міст Крка, Раба, Трогіра (кате́дра і портал Радована, 1240) і для Пазина. Готичною є також найдавніші зразки забудови у столиці країни Загребі — це, зокрема, кафедральний храм XIII ст. і церква св. Марка).

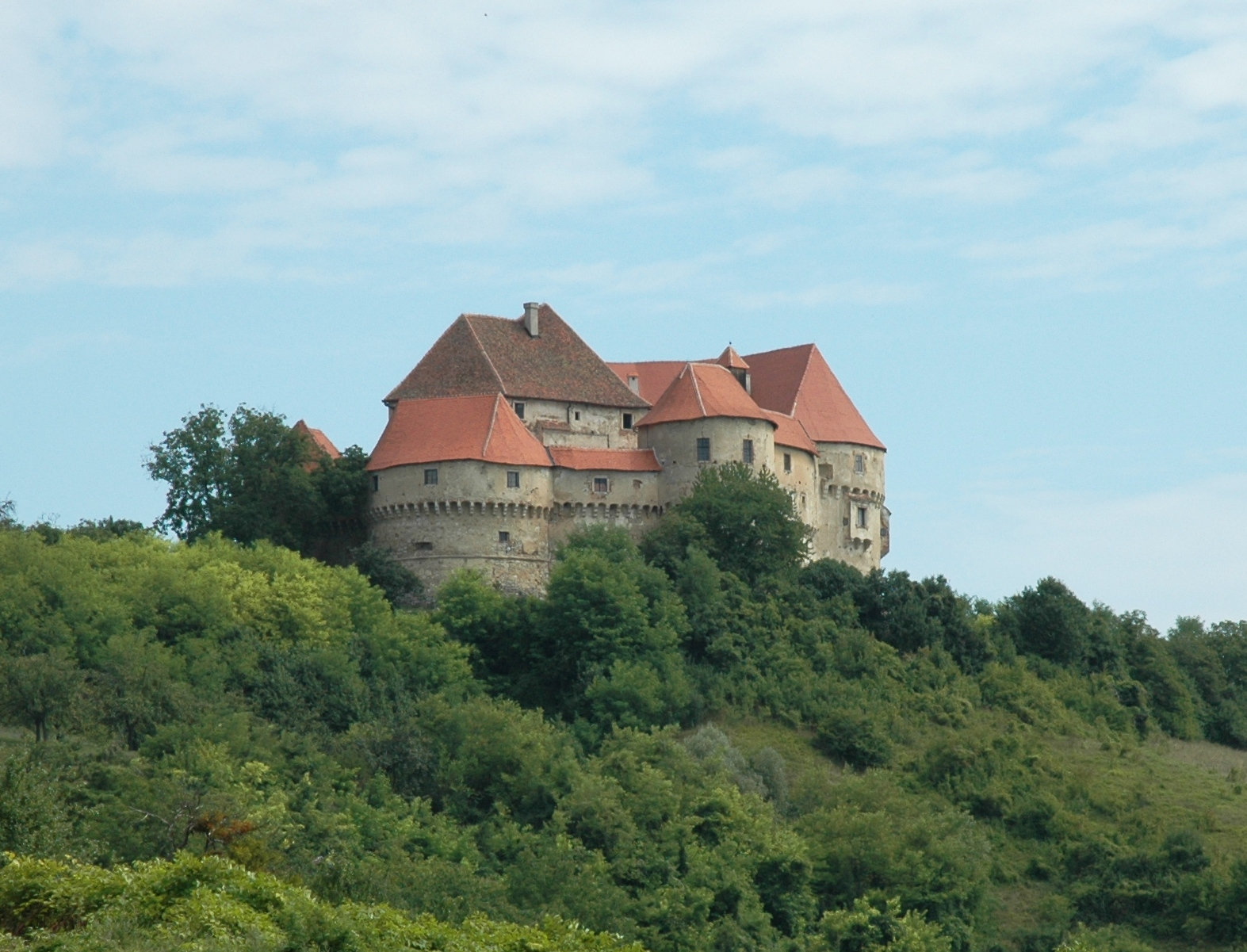
Замок Великий Табор

У XV—XVI століттях у зв'язку із загрозою османського нашестя посилилось зростання укріплених міст (фортечні укріплення в Загребі). В цілому ж міста Адріатичного узбережжя зберігали регулярний план забудови, успадкований ще з античних часів, у той час як міста Північної Хорватії мали нерегулярне планування і скупчене малоповерхову забудову. У багатьох торгових містах на узбережжі Далмації у середньовіччя споруджували кам'яниці, будівлі міських комун, базиліки з окремими дзвіницями. Суворі фасади церков прикрашалися аркатурами. Найвищим досягненням романської скульптури є різьблені двері кафедрального храму в Спліті (1214, майстер Андрій Бувіна).
Міста Північної Хорватії виконували роль фортець і зводилися виключно для захисту від нападів турків (Великий Табор з потужними вежами, XVI ст. і Карловац). У Славонії та в Загір'ї неподалік від Загреба збереглися численні замки знаті (Тракошчан). Здебільшого ці замки у плані мали форму неправильного багатокутника з потужними приземкуватими вежами (замок у Вараждині, колишній столиці Хорватії до її перенесення в Загреб).

## Далматинський Ренесанс

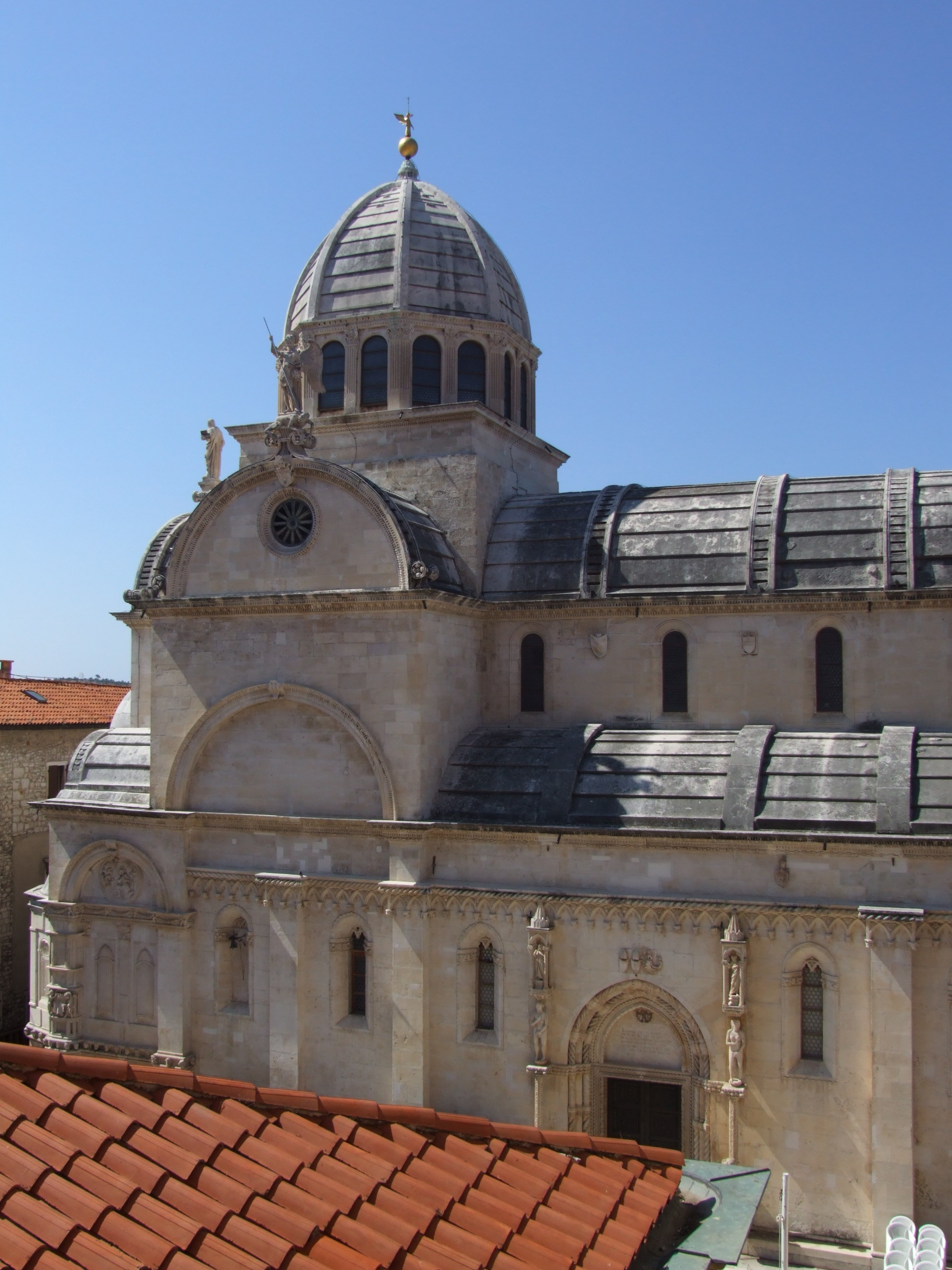
Собор св. Якова, Шибеник

На хорватській Адріатиці цей же період відзначився переходом від романського стилю і готики до Відродження. Ренесанс визначив зовнішній вигляд численних далматинських і острівних міст — Дубровника, Шибеника, Осора, Пага, Хвара і Корчули.
Вершиною далматинського ренесансу є собор святого Якова в Шибенику, який зводила понад століття у 1431—1536 роках (освячення храму відбулося в 1555 році) ціла плеяда талановитих зодчих, в тому числі Юрай Далматинець і Нікола Флорентинець.
Дубровник за кількістю ренесансних пам'яток, що чудово збереглися до наших днів, можна порівняти лише з Венецією та деякими іншими містами Італії — фортечні мури та башти, громадські споруди, церкви, будинки і палаци (Княжий двір 2-ї половини XV ст., митниця і монетний двір, палац Спонца початку XVI століття тощо).
У Центральній Хорватії риси ренесансу проявилися в мініатюрі і рідкісних зразках вівтарного живопису, які зазнали впливів Південної Німеччини та Нідерландів.

## Бароко, класицизм, історизм
У 2-й половині XVI—XVIII столітті будівництво на території Хорватії різко скоротилося через османське нашестя й австро-турецькі війни. 

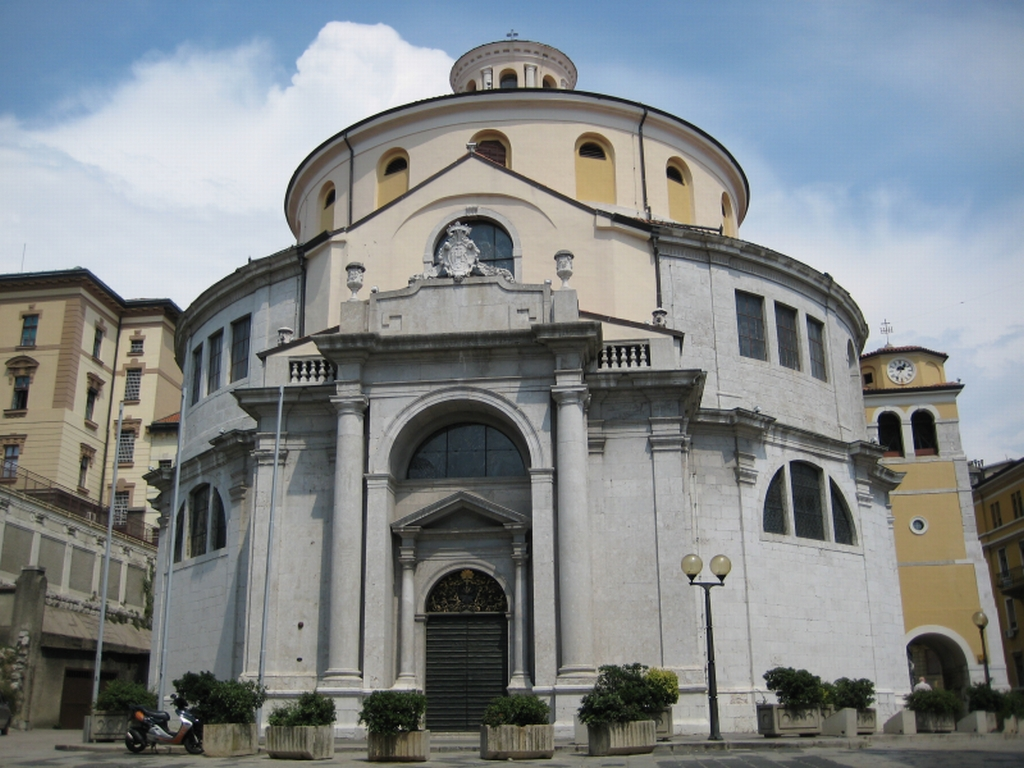
Собор святого Віта, Рієка

На зміну ренесансу прийшло бароко — цей стиль визначив архітектурні обличчя Вараждина, Беловара, Вуковара. У північнохорватські міста (Вараждин, Пожега, Славонський Брод, Вуковар, Беловар, Дарувар тощо) бароко проникало у серині XVII століття завдяки італійським та австрійським архітекторам. У XVIII столітті в стилі бароко активно будували в Рієці, Осієці та Загребі.
Яскравими пам'ятками бароко в Хорватії є:
- Собор святого Віта, Рієка (1638—1727);
- Церква св. Катерини, Загреб;
- Церква святого Власія, Дубровник (початок XVIII століття);
- Палац Оршич-Раухов, Загреб (кінець XVIII століття);
- Палац Пататичів, Вараждин.

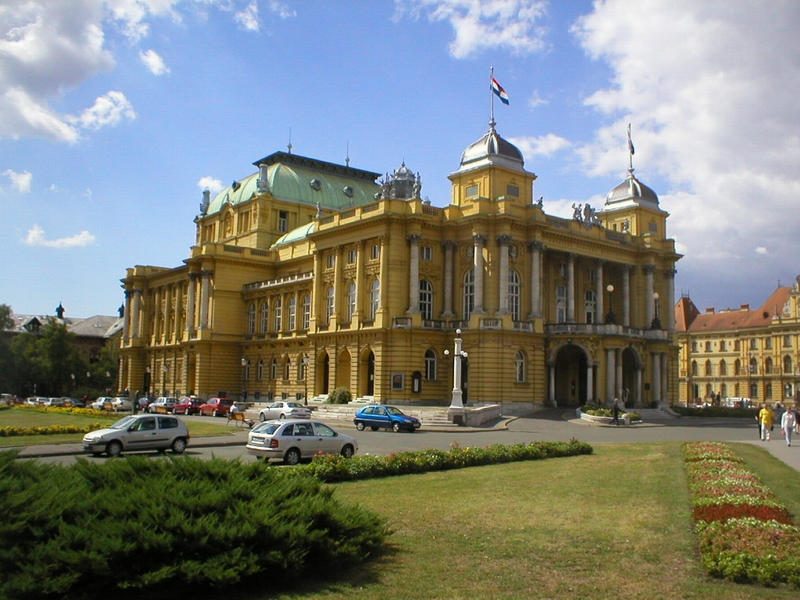
Національний театр Хорватії, Загреб

На початку XIX століття з'явилися споруди в стилі класицизму — зокрема, палаци, побудовані архітектором Б. Фелбінгером у Загребі, в тому числі палац Єлачича.
XIX століття ознаменувався також хаотичним зростанням міст в результаті розвитку промисловості і першими спробами запровадження регулярних планів забудови (у Загребі, 1880-ті роки). Хоча інші хорватські міста зберігали середньовічну нерегулярну забудову аж до середини XX століття. Найактивніше розвивався саме Загреб (громадські будівлі, парки та Мірогой, що є одним з найкрасивіших кладовищ в Європі), а також Осієк і Рієка.
У 2-й половині XIX століття пануючим в хорватській архітектурі став історизм — споруджено ряд громадських будівель у дусі неоренесансу та необароко, будівництвом керували переважно іноземні архітектори:
- Югослов'янська академія наук і мистецтв (тепер Хорватська) у Загребі, 1879—80;
- будівлі театрів у хорватських містах, в тому числі у будівництві або реконструкції яких брало участь надпопулярне у всієї Європі Бюро Фельнер & Гельмер — Загребський і Рієцький, а також зведена Е. Век'єтті й А. Безічем будівля Сплітського міського театру.